# Brandbrief
Ein Brandbrief ist ein Hilfeersuchen, eine Drohung oder ein Appell in Schriftform. Auch ein Gesetzeswerk des 14. Jahrhunderts trug diesen Titel.

## Gesetzeswerk
Der Große Brandbrief war ein Gesetzeswerk von 1374 zur Bestrafung von Dieben und Brandstiftern. Er wurde von Stephan II., Herzog von Bayern, zusammen mit seinem Sohn und Nachfolger Stephan III. zur Sicherung der Straßen und des Warenverkehrs erlassen.

## Brandbettelbrief
Die auch heute noch gebräuchliche Benutzung der Bezeichnung Brandbrief als eine Ein- und Aufforderung zur schnellen Hilfe geht auf das als Brandbettelbrief (lateinisch literae incendiariae, litterae indictionis incendij) bekannt gewordene Schriftstück seit dem 16. Jahrhundert zurück. Dieser Brandbettelbrief war ein amtliches Schreiben für sogenannte Abgebrannte – also Menschen, die Haus, Hab und Gut durch einen Brand verloren hatten. Sie erhielten nicht nur zum Zwecke der Bettelei einen Brandbrief. Das Dokument berechtigte ebenfalls zur Gewährung freien Bauholzes und zur Annahme von Geldschenkungen. Brandbriefe wurden mit Gründungsbeginn der öffentlichen Feuerversicherungsanstalten abgeschafft, da auch teilweise Missbrauch betrieben wurde. Geblieben ist die Bedeutung als eine dringende und mahnende Bitte um Hilfe.

## Drohung
Laut Meyers Enzyklopädie von 1888 war der Brandbrief eine Schrift, durch welche Einzelne oder eine Gesamtheit mit Brandstiftung bedroht wurden. Das Strafgesetzbuch des Deutschen Reichs (§ 126) bestrafte Ende des 19. Jahrhunderts die Störung des öffentlichen Friedens durch Androhung eines gemeingefährlichen Verbrechens, wobei namentlich die Bedrohung mit Brandbriefen dazugehörte, mit Gefängnis bis zu einem Jahr. Geregelt ist dies im deutschen Strafgesetzbuch nun unter § 126 Störung des öffentlichen Friedens durch Androhung von Straftaten.

## Appell
Im übertragenen Sinne kann ein Brandbrief auch einen flammenden schriftlichen Appell bzw. eine Art Notruf meinen, der Missstände aufzeigt oder anprangert und häufig auch Abhilfe einfordert.